# 上舍維里夫卡
48°16′1″N 39°42′50″E / 48.26694°N 39.71389°E
上舍維里夫卡（烏克蘭語：Верхньошевирівка）是位於烏克蘭東部的村莊，由盧甘斯克州多夫然斯克區的索羅基內市鎮負責管轄。該村始建於1917年，面積5.13平方公里，海拔高度64米，2001年人口1,716，人口密度每平方公里334.3人。